# Kim Ah-jung
Kim Ah-jung (* 16. Oktober 1982 in Seoul) ist eine südkoreanische Schauspielerin. Im Jahr 2007 gewann den Grand Bell Award in der Kategorie Beste Schauspielerin für ihre Rolle in dem Film 200 Pounds Beauty.
Das Titellied des Films 200 Pounds Beauty, eine Coverversion des Songs Maria von Blondie, welches Kim Ah-jung selbst sang, wurde 2007 ein Charthit in Südkorea. Sie sang noch zwei weitere Lieder, welche auf der CD der Filmmusik zu finden sind. Neben ihrer Arbeit als Schauspielerin ist sie auch als Model tätig. 
Sie ist ledig und katholisch.

## Filmografie

### Filme
- 2004: Who’s Got the Tape? (Eoggaedongmu)
- 2005: When Romance Meets Destiny (Gwangshiki dongsaeng gwangtae)
- 2006: 200 Pounds Beauty (Minyeo-neun goerowo)
- 2009: The Present (선물; Seonmul)
- 2010: Foxy Festival (페스티발, Cameo)
- 2012: My PS Partner (나의 P.S. 파트너)
- 2013: Amazing (神奇)
- 2013: Catch Me (캐치미)

### Koreanische Dramen
- 2004–2005: Haesin (해신; Emperor of the Sea)
- 2005: Be Ready for Parting (이별에 대처하는 우리의 자세)
- 2005: Byeilnan Yeoja Byeolnan Namja (별난여자 별난남자; Peculiar Woman, Peculiar Man)
- 2009: Geujeo Barabodaga (그저 바라보다가; The Accidental Couple)
- 2011: Sign (싸인)
- 2022: Grid (그리드)